# Rhaphidolejeunea yunnanensis
Rhaphidolejeunea yunnanensis är en bladmossart som beskrevs av Chen. Rhaphidolejeunea yunnanensis ingår i släktet Rhaphidolejeunea och familjen Lejeuneaceae. Inga underarter finns listade i Catalogue of Life.